# Hidinge landskommun
Hidinge landskommun var en tidigare kommun i Örebro län.

## Administrativ historik
Kommunen inrättades i Hidinge socken i Edsbergs härad i Närke när 1862 års kommunalförordningar trädde i kraft.
Vid kommunreformen 1952 gick Hidinge landskommun upp i Lekebergs landskommun som 1971 uppgick i Örebro kommun. Området kom senare 1995 att utbrytas och bilda Lekebergs kommun.

## Politik

### Mandatfördelning i Hidinge landskommun 1938-1946
| 12 | 2 | 4 | 2 |

| 20 |

| 10 | 3 | 5 | 2 |

| 20 |

| 1 | 8 | 4 | 5 | 2 |

| 19 |